# Palaeovaranidae
Palaeovaranidae, antes conocida como Necrosauridae,  es una familia extinta de lagartos varanoideos que vivieron durante el Paleógeno de Europa. Se conocen 3 géneros en este grupo.

## Géneros
- Eosaniwa Haubold, 1977 Geiseltal, Alemania, Eoceno
- Palaeovaranus Zittel, 1887  (Anteriormente Necrosaurus) Sitio fosilífero de Messel, Alemania, Formación Quercy Phosphorites, Francia, Eoceno
- Paranecrosaurus Smith & Habersetzer, 2021  (Anteriormente "Saniwa" feisti) Sitio fosilífero de Messel, Alemania, Eoceno